# ФК «Промкооперация» в сезоне 1934
Сезон 1934 года стал для ФК «Промкооперации» Москва 13-м в своей истории. В нём команда приняла участие в весеннем и осеннем чемпионате Москвы.

## Команда

### Первый состав
| № | Игрок               | Гражданство | Дата рождения   | Бывший клуб        |
| - | ------------------- | ----------- | --------------- | ------------------ |
| ? | Анатолий Акимов     | Флаг СССР   | 24 марта 1915   | Дукат (Москва)     |
| ? | Анатолий Величкин   | Флаг СССР   | 1912            | Трёхгорка (Москва) |
| ? | Матвей Зайцев       | Флаг СССР   | 1908            | Дукат (Москва)     |
| ? | Александр Михайлов  | Флаг СССР   | 1913            | неизвестно         |
| ? | Станислав Леута     | Флаг СССР   | 20 января 1903  | РГО (Москва)       |
| ? | Пётр Никифоров      | Флаг СССР   | 1909            | неизвестно         |
| ? | Пётр Артемьев       | Флаг СССР   | 30 июня 1901    | Дукат (Москва)     |
| ? | Козлов              | Флаг СССР   | неизвестно      | неизвестно         |
| ? | Павел Комаров       | Флаг СССР   | 3 марта 1913    | ЦДКА (Москва)      |
| ? | Михаил Малхасов     | Флаг СССР   | 24 февраля 1909 | Динамо (Иваново)   |
| ? | Евгений Москвин     | Флаг СССР   | 1911            | Дукат (Москва)     |
| ? | Пётр Попов          | Флаг СССР   | 16 января 1898  | Дукат (Москва)     |
| ? | Гавриил Путилин     | Флаг СССР   | 1908            | неизвестно         |
| ? | Александр Старостин | Флаг СССР   | 9 августа 1903  | Дукат (Москва)     |
| ? | Николай Старостин   | Флаг СССР   | 13 февраля 1902 | РГО (Москва)       |
| ? | Пётр Старостин      | Флаг СССР   | 9 августа 1909  | Дукат (Москва)     |
| ? | Иван Филиппов       | Флаг СССР   | неизвестно      | Дукат (Москва)     |
| ? | Владимир Чечеров    | Флаг СССР   | 20 июня 1906    | Дукат (Москва)     |

### Другие игроки
Достоверно известно, что в состав младших команды входили:  Козлов ,  Алексей Костылев ,  Голев ,  Виктор Тиунов ,  Николай Баранов ,  Серафим Кривоносов ,  Николай Черемисин .
Из-за отсутствия достоверных источников информации, выступление в данном сезоне, некоторых игроков не подтверждено или неизвестно за какую команд клуба выступал данный игрок. К таким игрокам можно отнести:  Сергея Руднева ,  Бориса Цирика .
Из воспоминаний, одного из основателей клуба, Николая Старостина известно, что в 1920-х и 1930-х годах за клуб выступали братья: Мошаровы (Иван, Павел, Фёдор и Александр), Козловы (Борис, Александр, Виктор и Григорий Ивановичи), Козловы (Александр и Алексей Васильевичи), Козловы (Алексей и Василий Ивановичи), Виноградовы (Виктор, Александр и Андрей), Гудовы (Филипп, Николай и Сергей) и Степановы (Николай, Сергей, Борис и Владимир).

## Чемпионат Москвы 1934 (весна)

### Результаты
| 12 мая 1934 1 тур                                                                                   | СиМ (Москва) | 1:0 | Промкооперация (Москва) | Москва |
| Промкооперация (Москва): Младшие команды: II - 1:2, III - 2:1, IV - 3:2, V - 0:3, «старички» - 1:3. |              |     |                         |        |

| 18 мая 1934 2 тур                                                                                   | ЗиФ (Москва) | 0:5 | Промкооперация (Москва) | Москва |
| Промкооперация (Москва): Младшие команды: II - 2:2, III - 4:2, IV - 1:1, V - 3:1, «старички» - 1:2. |              |     |                         |        |

| 24 мая 1934 3 тур                                                                                            | Промкооперация (Москва) | 1:3 | Динамо (Москва) | Москва |
| Промкооперация (Москва): Младшие команды (6 июня): II - 2:2, III - 0:1, IV - 3:2, V - 1:2, «старички» - 1:2. |                         |     |                 |        |

| 27 мая 1934 4 тур                                                                                            | Промкооперация (Москва) | 2:1 | ЦДКА (Москва) | Москва |
| Промкооперация (Москва): Младшие команды: II - 1:2 (26 мая), III - 1:2, IV - 1:0, V - 6:3, «старички» - 2:1. |                         |     |               |        |

| 30 мая 1934 5 тур                                                                                   | Промкооперация (Москва) | 3:1 | КЖД (Москва) | Москва |
| Промкооперация (Москва): Младшие команды: II - 1:1, III - 1:2, IV - 2:1, V - 2:0, «старички» - 3:0. |                         |     |              |        |

| 12 июня 1934 6 тур                                                                                  | ЗКП (Москва) | 0:3 | Промкооперация (Москва) | Москва |
| Промкооперация (Москва): Младшие команды: II - 2:1, III - 1:1, IV - 0:7, V - 0:0, «старички» - 0:0. |              |     |                         |        |

| 18 июня 1934 7 тур                                                                                  | Промкооперация (Москва) | 4:3 | ЗиС (Москва) | Москва |
| Промкооперация (Москва): Младшие команды: II - 2:3, III - 0:3, IV - 2:2, V - 1:1, «старички» - 0:2. |                         |     |              |        |

* Нумерация туров, из-за переносов матчей, может отличаться от действительной.

### Итоговая таблица (команды-I)
| М | Клуб                    | И | В | Н | П | М     | О   |
| - | ----------------------- | - | - | - | - | ----- | --- |
| 1 | Промкооперация (Москва) | 7 | 5 | 0 | 2 | 18-9  | 170 |
| 2 | Динамо (Москва)         | 7 | 4 | 1 | 2 | 20-8  | 160 |
| 3 | ЗиС (Москва)            | 7 | 3 | 3 | 3 | 20-19 | 140 |
| 4 | ЗКП (Москва)            | 7 | 2 | 3 | 2 | 14-18 | 140 |
| 5 | ЦДКА (Москва)           | 7 | 2 | 2 | 3 | 13-14 | 130 |
| 6 | СиМ (Москва)            | 7 | 2 | 2 | 3 | 13-13 | 130 |
| 7 | ЗиФ (Москва)            | 7 | 2 | 2 | 3 | 7-15  | 130 |
| 8 | КЖД (Москва)            | 7 | 2 | 1 | 4 | 13-22 | 120 |

### Итоговая таблица (команды-II)
| М | Клуб                    | И | В | Н | П | М     | О   |
| - | ----------------------- | - | - | - | - | ----- | --- |
| ? | СиМ (Москва)            | 7 | 5 | 0 | 2 | 20-12 | 136 |
| ? | ЗиС (Москва)            | ? | ? | ? | ? | ?-?   | ?   |
| ? | Динамо (Москва)         | ? | ? | ? | ? | ?-?   | ?   |
| 4 | КЖД (Москва)            | 7 | 3 | 1 | 3 | 11-12 | 112 |
| 5 | ЦДКА (Москва)           | 7 | 3 | 0 | 4 | 13-16 | 104 |
| ? | Промкооперация (Москва) | 7 | 1 | 3 | 3 | 11-13 | 96  |
| ? | ЗиФ (Москва)            | ? | ? | ? | ? | ?-?   | ?   |
| ? | ЗКП (Москва)            | ? | ? | ? | ? | ?-?   | ?   |

### Итоговая таблица (команды-III)
| М | Клуб                    | И | В | Н | П | М     | О   |
| - | ----------------------- | - | - | - | - | ----- | --- |
| 1 | Дианмо (Москва)         | ? | ? | ? | 1 | ?-?   | ?   |
| 2 | ЗиС (Москва)            | 7 | 5 | 0 | 2 | 28-17 | 102 |
| 3 | СиМ (Москва)            | 7 | 3 | 3 | 1 | 16-13 | 96  |
| 4 | ЦДКА (Москва)           | 7 | 4 | 0 | 3 | 21-18 | 90  |
| 5 | КЖД (Москва)            | 7 | 3 | 1 | 2 | 21-13 | 78  |
| 6 | ЗиФ (Москва)            | ? | 1 | ? | ? | ?-?   | ?   |
| 7 | ЗКП (Москва)            | 7 | 1 | 2 | 4 | 11-31 | 66  |
| 8 | Промкооперация (Москва) | 7 | 0 | 1 | 6 | 6-15  | 48  |

### Итоговая таблица (команды-IV)
| М | Клуб                    | И | В | Н | П | М     | О  |
| - | ----------------------- | - | - | - | - | ----- | -- |
| ? | Промкооперация (Москва) | 7 | 4 | 2 | 1 | 18-9  | 68 |
| ? | ЗиФ (Москва)            | 7 | 4 | 2 | 1 | ?-?   | 68 |
| ? | Дианмо (Москва)         | 7 | 3 | 2 | 2 | ?-?   | 60 |
| ? | СиМ (Москва)            | 7 | 2 | 4 | 1 | 16-12 | 60 |
| ? | ЦДКА (Москва)           | 7 | 2 | 3 | 2 | 11-16 | 56 |
| ? | ЗиС (Москва)            | 7 | 2 | 3 | 2 | 15-15 | 56 |
| 7 | КЖД (Москва)            | 7 | 2 | 2 | 3 | 17-12 | 52 |
| 8 | ЗКП (Москва)            | 7 | 0 | 0 | 7 | 8-34  | 28 |

### Итоговая таблица (команды-V)
| М | Клуб                    | И | В | Н | П | М     | О  |
| - | ----------------------- | - | - | - | - | ----- | -- |
| 1 | Дианмо (Москва)         | ? | ? | ? | ? | ?-?   | ?  |
| ? | Промкооперация (Москва) | 7 | 3 | 2 | 2 | 14-9  | 30 |
| ? | ЗиФ (Москва)            | ? | ? | ? | ? | ?-?   | ?  |
| 4 | ЗиС (Москва)            | 7 | 2 | 3 | 2 | 18-15 | 28 |
| 5 | СиМ (Москва)            | 7 | 2 | 2 | 3 | 23-21 | 26 |
| ? | ЦДКА (Москва)           | 7 | 2 | 1 | 4 | 13-24 | 24 |
| ? | КЖД (Москва)            | 7 | 2 | 1 | 4 | 9-13  | 24 |
| ? | ЗКП (Москва)            | 7 | 1 | 3 | 3 | 7-13  | 24 |

### Итоговая таблица («старички»)
| М | Клуб                    | И | В | Н | П | М     | О  |
| - | ----------------------- | - | - | - | - | ----- | -- |
| 1 | Промкооперация (Москва) | ? | ? | ? | ? | ?-?   | ?  |
| ? | Дианмо (Москва)         | 7 | 4 | 1 | 2 | 11-17 | 64 |
| ? | ЗиС (Москва)            | ? | ? | ? | ? | ?-?   | ?  |
| ? | ЗКП (Москва)            | 7 | 4 | 1 | 2 | 21-9  | 64 |
| ? | ЦДКА (Москва)           | 7 | 3 | 2 | 2 | 7-4   | 56 |
| ? | СиМ (Москва)            | ? | ? | ? | ? | ?-?   | ?  |
| ? | ЗиФ (Москва)            | 7 | 2 | 1 | 4 | 5-13  | 48 |
| 8 | КЖД (Москва)            | 7 | 0 | 1 | 6 | 2-14  | 32 |

### Итоговая таблица (клубный зачёт)
| М | Клуб                    | О   |
| - | ----------------------- | --- |
| 1 | Дианмо (Москва)         | ?   |
| ? | ЗиС (Москва)            | 523 |
| ? | СиМ (Москва)            | 511 |
| ? | Промкооперация (Москва) | 485 |
| ? | КЖД (Москва)            | 442 |
| ? | ЦДКА (Москва)           | 433 |
| ? | ЗиФ (Москва)            | ?   |
| 8 | ЗКП (Москва)            | 412 |

## Чемпионат Москвы 1934 (осень)

### Результаты
| 3 сентября 1934 1 тур | Электрозавод (Москва) | 0:2 | Промкооперация (Москва) | Москва |
| Промкооперация (Москва): Младшие команды (24 августа): II - 4:0 (позже), III - 4:4, IV - 3:3, V - 3:1, «старички» - ..., «дети» - ... |                       |     |                         |        |

| 6 сентября 1934                                                                                                   | ЦДКА (Москва) | 1:1 | Промкооперация (Москва) | Москва |
| Промкооперация (Москва): Младшие команды: II - 1:0, III - 1:2, IV - 1:2, V - 2:2, «старички» - 3:2, «дети» - 1:1. |               |     |                         |        |

| 12 сентября 1934 2 тур                                                                                            | Промкооперация (Москва) | 5:1 | ЗиФ (Москва) | Москва |
| Промкооперация (Москва): Младшие команды: II - в:п, III - в:п, IV - в:п, V - в:п, «старички» - в:п, «дети» - п:в. |                         |     |              |        |

| 14 сентября 1934 3 тур | Промкооперация (Москва) | 1:2 | ЗиС (Москва) | Москва |
| Промкооперация (Москва): Младшие команды (30 августа): II - ..., III - ..., IV - ..., V - ..., «старички» - ..., «дети» - ... |                         |     |              |        |

| 18 сентября 1934 4 тур                                                                                            | СиМ (Москва) | 3:2 | Промкооперация (Москва) | Москва |
| Промкооперация (Москва): Младшие команды: II - 1:2, III - 1:3, IV - 1:4, V - 2:2, «старички» - 4:0, «дети» - 0:2. |              |     |                         |        |

| 21 сентября 1934 5 тур | ЦДКА (Москва) | 2:1 | Промкооперация (Москва) | Москва |

| 21 сентября 1934 6 тур                                                                                           | Динамо (Москва) | 1:1 | Промкооперация (Москва) | Москва |
| Промкооперация (Москва): Младшие команды: II - ..., III - ..., IV - ..., V - ..., «старички» - ..., «дети» - ... |                 |     |                         |        |

| 30 сентября 1934 7 тур                                                                                            | КЖД (Москва) | 1:5 | Промкооперация (Москва) | Москва |
| Промкооперация (Москва): Младшие команды: II - 1:1, III - 1:5, IV - 1:1, V - 4:0, «старички» - 1:1, «дети» - 0:1. |              |     |                         |        |

* Нумерация туров, из-за переносов матчей, может отличатся от действительной.

### Итоговая таблица (команды-I)
| М | Клуб                    | И | В | Н | П | М     | О   |
| - | ----------------------- | - | - | - | - | ----- | --- |
| 1 | Динамо (Москва)         | 7 | 5 | 2 | 0 | 20-5  | 171 |
| 2 | ЗиС (Москва)            | 7 | 2 | 4 | 1 | 13-9  | 135 |
| 3 | ЦДКА (Москва)           | 7 | 3 | 2 | 2 | 8-9   | 135 |
| 4 | Промкооперация (Москва) | 7 | 3 | 1 | 3 | 17-10 | 126 |
| 5 | СиМ (Москва)            | 7 | 3 | 1 | 3 | 14-9  | 126 |
| 6 | КЖД (Москва)            | 7 | 3 | 1 | 3 | 16-22 | 126 |
| 7 | ЗиФ (Москва)            | 7 | 1 | 2 | 4 | 11-18 | 99  |
| 8 | Электрозавод (Москва)   | 7 | 1 | 1 | 5 | 6-13  | 90  |

### Итоговая таблица (команды-II)
* Из-за отсутствия данный о ряде матчей турнира, составить таблицу нет возможности.

### Итоговая таблица (команды-III)
* Из-за отсутствия данный о ряде матчей турнира, составить таблицу нет возможности.

### Итоговая таблица (команды-IV)
* Из-за отсутствия данный о ряде матчей турнира, составить таблицу нет возможности.

### Итоговая таблица (команды-V)
* Из-за отсутствия данный о ряде матчей турнира, составить таблицу нет возможности.

### Итоговая таблица («старички»)
* Из-за отсутствия данный о ряде матчей турнира, составить таблицу нет возможности.

### Итоговая таблица («дети»)
* Из-за отсутствия данный о ряде матчей турнира, составить таблицу нет возможности.

### Итоговая таблица (клубный зачёт)
* Из-за отсутствия данный о ряде матчей турнира, составить таблицу нет возможности.

## Блиц-турнир Московского Горсовета Физкультуры (Приз МГСФК)

### Результаты
| неизвестно 1 тур | Промкооперация (Москва) | 1:1 | ЗиС (Москва) | Москва |

| неизвестно 2 тур | Промкооперация (Москва) | 1:0 | СиМ (Москва) | Москва |

| неизвестно 3 тур | Промкооперация (Москва) | 1:1 | Динамо (Москва) | Москва |

По всем футбольным показателям, у «Промкооперации» и «Динамо» по окончании данного турнира было полное равенство. Победителя определили по результатам беговой эстафеты, состоявшейся перед играми данного турнира.

### Итоговая таблица
| М | Клуб                    | И | В | Н | П | М   | О | Эстафета |
| - | ----------------------- | - | - | - | - | --- | - | -------- |
| 1 | Промкооперация (Москва) | 3 | 1 | 2 | 0 | 3-2 | 7 | 1        |
| 2 | Динамо (Москва)         | 3 | 1 | 2 | 0 | 3-2 | 7 | 2        |
| 3 | СиМ (Москва)            | 3 | 1 | 1 | 1 | 3-2 | 6 | 3        |
| 4 | ЗиС (Москва)            | 3 | 0 | 1 | 2 | 1-4 | 4 | 4        |

## Всесоюзное Первенство Промкооперации (Первенство Всекопромсовета)

### Результаты
| 22 августа 1934 | Промкооперация (Москва) | –:– | Сб. «Промкооперации» Украины | Москва |

| до 26 августа 1934 | Промкооперация (Москва) | 5:0 | Промкооперация (Иваново) | Москва |

| до 26 августа 1934 | Промкооперация (Москва) | –:– | Промкооперация (Ленинград) | Москва |

### Итоговая таблица
| М | Клуб                         |
| - | ---------------------------- |
| 1 | Промкооперация (Москва)      |
| 2 | Сб. «Промкооперации» Украины |
| 3 | Промкооперация (Иваново)     |
| 4 | Промкооперация (Ленинград)   |

## Товарищеские матчи
| 18 апреля 1934 | Гознак (Москва) | 1:2 | Промкооперация (Москва) | Москва |

| 24 апреля 1934 | Промкооперация (Москва) | 3:1 | Трудкоммунна №2 (Люберцы) | Москва |

| 30 апреля - 2 мая 1934 | Промкооперация (Москва) | в:п (крупно) | ЗКП (Москва) | Москва |

| 6 июля 1934 | Сб. БССР-II (Высшая физкультурная школа ВСФКБ) (Минск) | 1:9 | Промкооперация (Москва) | Минск |

| 7 июля 1934 | Динамо (Минск) | 1:2 | Промкооперация (Москва) | Минск |

| 19 августа 1934 | Сб. Калуги | –:– | Промкооперация (Москва) | Калуга |

| 6 октября 1934 | Сб. профсоюзов (Воронеж) | 0:2 | Промкооперация (Москва) | Воронеж |

| 8 октября 1934 | Сб. Воронежа | 4:1 | Промкооперация (Москва) | Воронеж |

| до 25 октября 1934 | Динамо (Днепропетровск) | 5:0 | Промкооперация (Москва) | Днепропетровск |

| до 25 октября 1934 | Сб. Днепропетровска | 0:8 | Промкооперация (Москва) | Днепропетровск |

| до 25 октября 1934 | Сб. Днепропетровска | 3:0 | Промкооперация (Москва) | Днепропетровск |

* Итог турне с 6 октября: +3, =0, −5, 14:16, то есть не известны 3 матча (1 победа, 2 поражения, мячи 3:4).

* Вполне вероятно в 1934 году были проведены 2 товарищеские игры с КЖД (Москва) — 1:0 и 7:0.